# أنطونيو باتيستا
أنطونيو باتيستا هو سياسي إيطالي، ولد في 10 فبراير 1957 في كامبوباسو في إيطاليا. نشط حزبياً في الحزب الديمقراطي. وقد انتخب president of the Province of Campobasso ‏ وانتخب عمدة كامبوباسو ‏.